# West Bay (Îles Caïmans)
West Bay est un district des Îles Caïmans. Sa population est de 11 436 habitants.

## Politique
West Bay est l’une des deux plus grandes circonscriptions de Grand Cayman, avec George Town. La politique de West Bay est dominée par le Parti démocratique caïmanien.
McKeeva Bush, ancien premier ministre des Îles Caïmans, a été élu dans le district de West Bay.

## Curiosités historiques
West Bay est une zone résidentielle situé au nord de la célèbre plage touristique Seven Mile Beach à Grand Cayman. C'est également une région touristique avec des destinations telles que Hell, la Cayman Turtle Farm, le Musée de l'automobile et le parc Dolphin Adventure. Il dispose d'une plage publique, très populaire en raison de sa proximité avec les restaurants de Grand Cayman. C'est également le lieu du naufrage de l'USS Kittiwake en 2011.

## Sports
- La ville abrite le Scholars International Sports Club.